# 希諾維奇
49°30′20″N 24°56′59″E / 49.50556°N 24.94972°E
希諾維奇（烏克蘭語：Гиновичі）是位於烏克蘭西部的村莊，由特諾皮爾州特諾皮爾區的貝雷扎尼市鎮負責管轄。該村處於東佐洛塔利帕河畔，距離納德里奇內1公里，面積9.8平方公里，2014年人口453。